# Лемешинское (село)
Лемешинское (укр. Лемешинське) — село,
Августиновский сельский совет,
Запорожский район,
Запорожская область,
Украина.
Код КОАТУУ — 2322180404. Население по переписи 2001 года составляло 38 человек.

## Географическое положение
Село Лемешинское находится в 6-и км от правого берега реки Днепр,
на расстоянии в 0,5 км от села Свитанок и в 1,5 км от села Новоселище.

## История
- 1932 год — дата основания.